# Sony Alpha 100
Dynax 5D α 500
Le Sony Alpha 100 (typographié α 100) est le premier appareil photographique reflex numérique commercialisé par Sony à partir de juillet 2006.

## Caractéristiques
Le Sony Alpha 100 (ou α 100) reprend de nombreuses caractéristiques des appareils Konica Minolta, dont la stabilisation intégrée au boîtier par déplacements du capteur. La stabilisation sert aussi d'antipoussière : le capteur se met à vibrer à la fréquence maximale, éjectant ainsi les poussières. L'appareil dispose également du système "eye start", qui éteint automatiquement l'écran quand on porte l'œil au viseur, pour ne pas être ébloui. L'Alpha 100 est équipé d'un écran LCD de 6.5 cm de diagonale.